# Sanjo (Marke)
Sanjo ist eine portugiesische Marke für Turnschuhe und Sneaker.

## Geschichte

### Bis 2009
Der Unternehmer José Pinto de Oliveira, zu dessen Unternehmen auch der bekannte Nähmaschinenhersteller Oliva gehörte, gründete 1914 in São João da Madeira die Hutfabrik Empresa Industrial de Chapelaria, Ld.ª. In den 1940er Jahren begann die Fabrik in ihrer Vulkanisationsabteilung die Herstellung von Schuhen in zwei Modellen. Neben einem weißen Gymnastikschuh mit dünner Sohle wurde das bis heute bekannte Modell K100 hergestellt. Seine Gestaltung beinhaltete einen Knöchel-Schutz und wurde schnell ein Markenzeichen des als Basketball-Klubs bekannten Sportvereins Associação Desportiva Sanjoanense aus São João da Madeira. Der Markenname Sanjo wurde dem Verein entlehnt. Erstmals sind die Mannschaften der Associação Desportiva Sanjoanense auf einem Foto des Jahres 1948 fast ausschließlich mit Sanjo-Schuhen zu sehen. Dank der geringen Konkurrenz im autoritären Estado Novo-Regime Portugals wurde Sanjo zum bedeutendsten Sportschuhhersteller und Marktführer im Land. Die Fabrik beschäftigte bis zu 500 Menschen, die in bis zu drei Schichten arbeiteten.

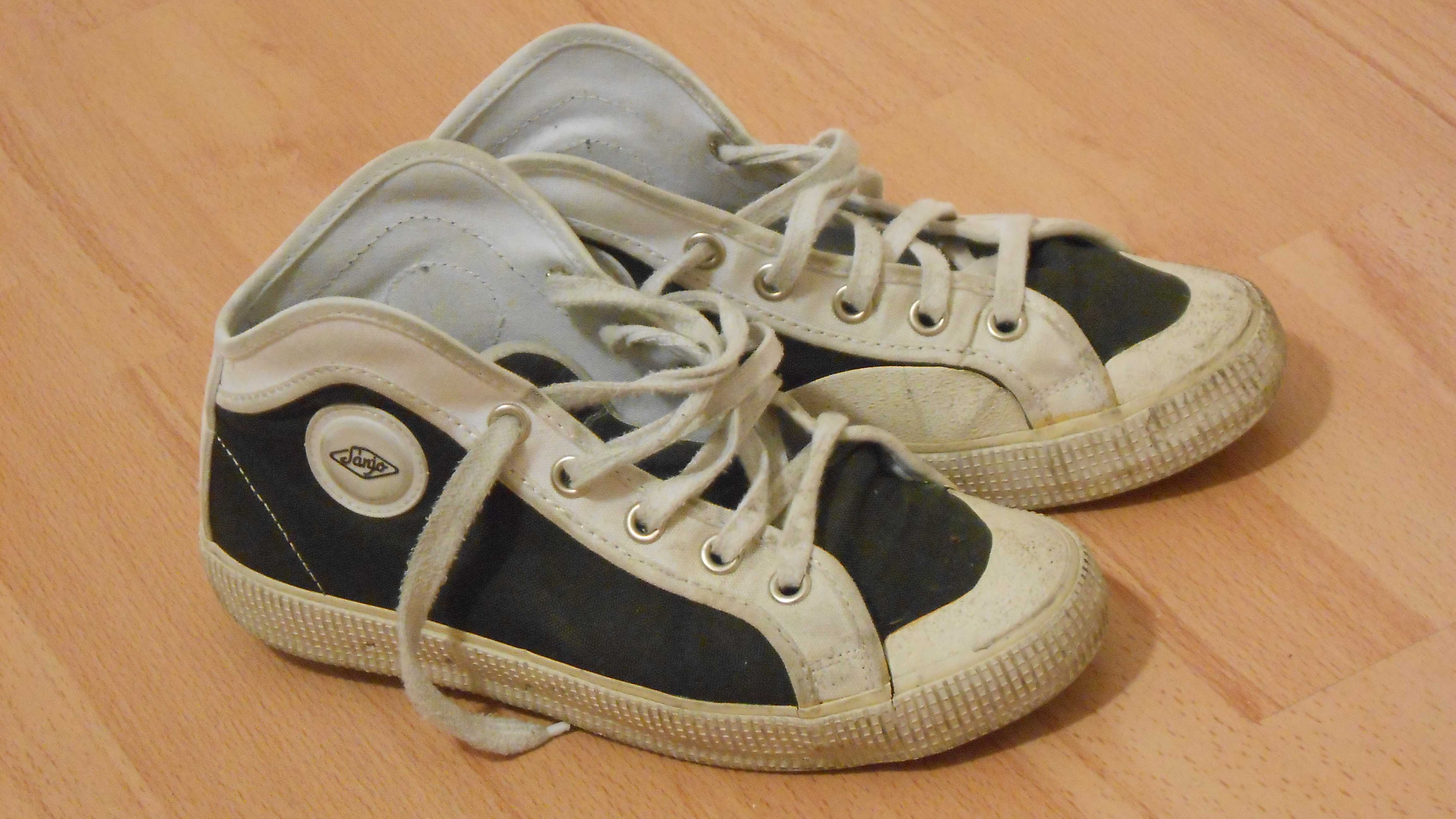
Ein gebrauchtes Paar klassischer K100

Besondere Popularität entwickelte der Schuh in den 1960er und 1970er Jahren. Ende der 1980er Jahre setzte dann ein rapider Niedergang der Marke ein, vor allem auf Grund des weggefallenen Exports, der 40 % des Umsatzes ausmachte. Der Export war zu einem Teil auch in die 1975 unabhängig gewordenen Portugiesischen Kolonien gegangen. Zwar gelang es Sanjo durch technische Innovation seit Ende 1970er bis Mitte der 1980er Jahre, seinen Absatz im sich wirtschaftlich nach der Nelkenrevolution konsolidierenden Portugal deutlich zu verstärken. Doch nach dem Eintritt Portugals in die Europäische Gemeinschaft 1986 sah sich die Marke zunehmend ausländischer Konkurrenz ausgesetzt. 1988 erstand der Baukonzern Mota-Engil Sanjo und plante Investitionen und neue Modellreihen, insbesondere für den Export. Die Planungen sahen bis 1990 einen Umsatz von 1,3 Mrd. Escudos (ca. 6 Mio. Euro) vor, von denen etwa 60 % aus dem Export kommen sollten. Doch die Pläne wurden weitgehend fallen gelassen, und die Fabrik entließ 1990 den Großteil ihrer Angestellten. Oliva übernahm einen Anteil an der Firma Sanjo, die jedoch trotz Sanierungsplans nicht gerettet werden konnte und 1996 mit 600 Mio. Escudos (3 Mio. Euro) Schulden Insolvenz anmeldete. Die Marke wurde schließlich 1997 eingestellt und verkauft. Paulo Fernandes, Manager des Handelsunternehmens FERSADO, erstand die Marke. Da er auf dem Markt aber keine Nachfrage nach Leinenschuhen sah, ließ er die Marke weiter ruhen.

### Ab 2009

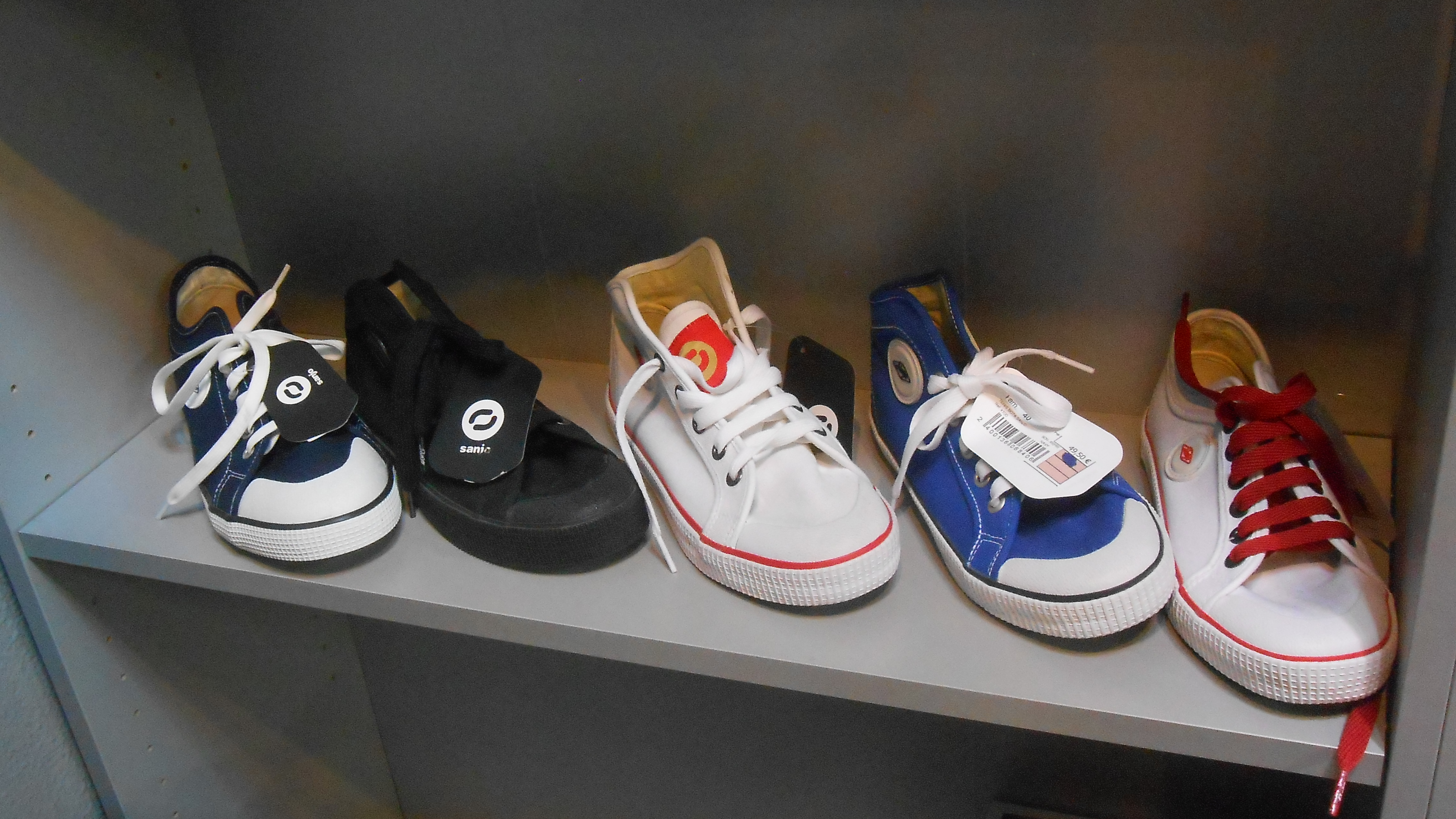
Sanjo-Modelle im Trendladen Plano B im Seebad Figueira da Foz

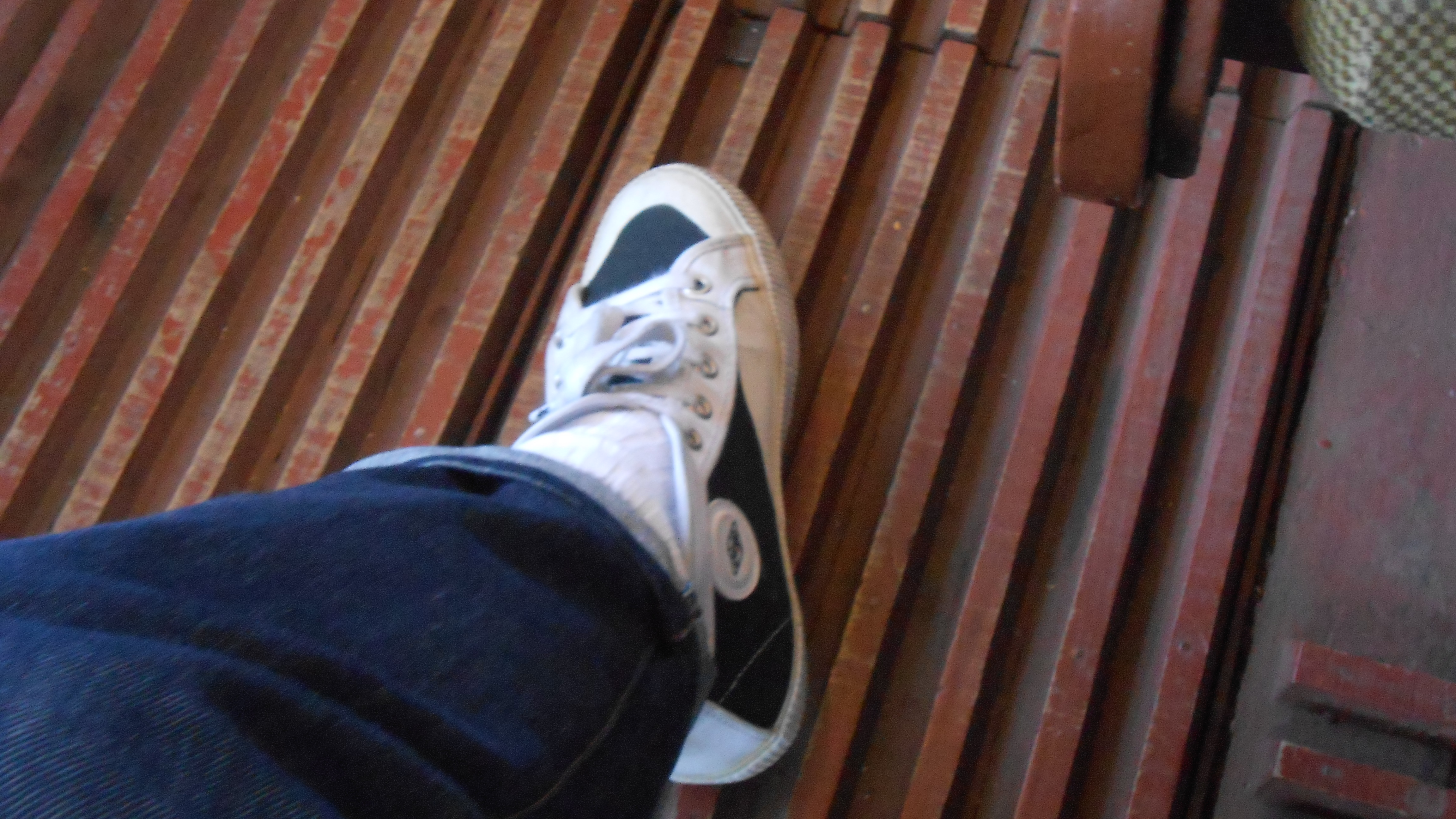
Sanjo-Turnschuhe (2014 in der Straßenbahn Sintra)

2009 empfand Fernandes das wirtschaftliche Klima im Zuge der Retro-Modewelle günstig für die Traditionsmarke, und er begann die Produktion von Sneakers. Da er in Portugal zunächst keinen Partner für die nötige Vulkanisierung zur Herstellung der Schuhsohlen fand, ließ er Sanjo in China produzieren. Neben dem SportPlace in Faro wurde der Trendladen Gang of Four in der Studentenstadt Coimbra das erste Geschäft, das die neuen Sanjos verkaufte. Sie waren in den beiden klassischen Ausführungen Schwarz-Weiß und Weiß, und in den zwei neuen Farben Dunkelblau und Türkis zu haben. Zudem ließ Gang of Four Sanjos von jungen Künstlern gestalten und sendete diese Modelle an Sneaker-Läden und Sneaker-Websites im Ausland, die noch keine portugiesische Marke führten. Im Sommer 2010 unternahm Sanjo dann seine medial begleitete, offizielle Rückkehr. Modelle in 20 Farben wurden der Öffentlichkeit vorgestellt.
Die wiederbelebte Traditionsmarke wurde daraufhin auch Gegenstand von wissenschaftlicher Betrachtung. So richtete der Designer Pedro Carvalho de Almeida seine noch 2009 begonnene Doktorarbeit „Portuguese Design Heritage and Product Innovation: the Reevaluation of the Tradmarks from the ‘Estado Novo’ Period“ (Herança do Design Português e Inovação de Produto: Re-avaliação de Marcas do Período do ‘Estado Novo’) am Central Saint Martins College of Art and Design der University of the Arts London vor allem am Beispiel der Marke Sanjo aus.
2011 ging die Marke Sanjo auf Paulo Fernandes’ neugegründete Sanjo Son Representações Lda. über. Er betreibt seither auch verstärkt die Internationalisierung der Marke, neben der zweisprachig portugiesischen und englischen Website mit Onlineshop auch über die Präsenz in Geschäften im Ausland, insbesondere in Gegenden mit starkem portugiesischen Bevölkerungsanteil, so in Luxemburg, Belgien, Frankreich, Deutschland und der Schweiz.
2014 gab Sanjo bekannt, nunmehr ausschließlich in Portugal produzierte Schuhe zu verkaufen. Dazu hat das Unternehmen in seinem Heimatort Venda do Pinheiro (Kreis Mafra) mit einer Investition von einer halben Million Euro eine Produktionseinheit mit 14 direkten und 60 indirekten Arbeitsplätzen geschaffen, die auf Nachfrage produzieren und bis zu 150.000 Paar Schuhe jährlich herstellen kann. Auch eine Diversifizierung des Vertriebes wurde dabei bekanntgegeben. So werden Sanjo-Schuhe inzwischen u. a. über den internationalen Onlinehändler Amazon verkauft. Zudem hat der direkte Export zugenommen, Hauptzielländer sind inzwischen Frankreich, Deutschland und Großbritannien.

## Rezeption
Eine Reihe Fernsehmoderatoren und andere Prominente der portugiesischen Öffentlichkeit tragen öffentlich Sanjo Schuhe und äußerten sich häufig lobend zur wiedereingeführten Marke, zum einen auf Grund nostalgischer Erinnerungen an die eigene Jugend, zum Teil auf Grund der neuen Farben und Modelle. Insbesondere die Einführung einer Modellserie im Design der populären Rockband Xutos & Pontapés sorgte 2011 für ein breites Medienecho, insbesondere im Rahmen der öffentlichen Vorstellung mit der Band und einer Reihe Prominenten, die von verschiedenen Fernsehsendern begleitet wurde.
Im Museum der Hutfabrik von São João da Madeira widmet sich zudem eine Dauerausstellung der Geschichte der Sanjo-Sportschuhe.
Im Jahr 2011 erschienen die Sanjo-Schuhe auf dem neunten Platz der gemeinsamen Liste der Zeitungen Jornal de Notícias und Diário de Notícias, auf denen die Redakteure ihre persönlichen 1.000 Nationalstolz-Gründe aufgereiht hatten.